# 三星医療院
サムスン医療院（Samsung Medical Center）はソウル・昌原にある病院とサムスン生命科学研究所によって構成されているサムスングループの一部門。

## 運営施設
- サムスンソウル病院：1994年11月開設。地上20階、地下5階の本館と地上8階、地下4階の別館がある。1,278の病床があり、別館にはサムスン生命科学研究所がある。韓国内では「ビッグ5」と呼ばれる五大病院のひとつ[1]。サムスン総帥、李健熙の入院先でもあった[2]。
- 江北サムスン病院：もともとは1968年に高麗病院として開業。玄関には大韓民国臨時政府の最後の庁舎だった京橋荘が一部残り2013年3月から復元公開されている。日本からの人間ドックツアーを受け入れている[3]。リッパート駐韓大使襲撃事件ではマーク・リッパートに応急処置を施した。
- サムスン昌原病院：2010年7月、それまで馬山サムスン病院から運営を成均館大学校の附属病院となった。
- サムソンドバイメディカルセンター：2010年4月、ドバイに設立。ドバイでは自国での治療が難しい患者は治療・渡航・滞在等の費用をまるまる政府持ちで海外に送り出すため患者獲得の拠点として各国が参入しており、サムソンドバイメディカルセンターも患者を現地で検査した上で韓国に送り込む計画[4]。